# Sveriges folkräkning 1880
Sveriges folkräkning 1880 var den tredje folkräkningen i Sverige sedan grundandet av Statistiska centralbyrån. Folkräkningen registrerade 4 563 668 invånare, varav 2 215 243 män och 2 350 425 kvinnor.